# Physalis viscosa
Physalis viscosa är en potatisväxtart som beskrevs av Carl von Linné. Physalis viscosa ingår i släktet lyktörter, och familjen potatisväxter. Inga underarter finns listade i Catalogue of Life.

## Bildgalleri

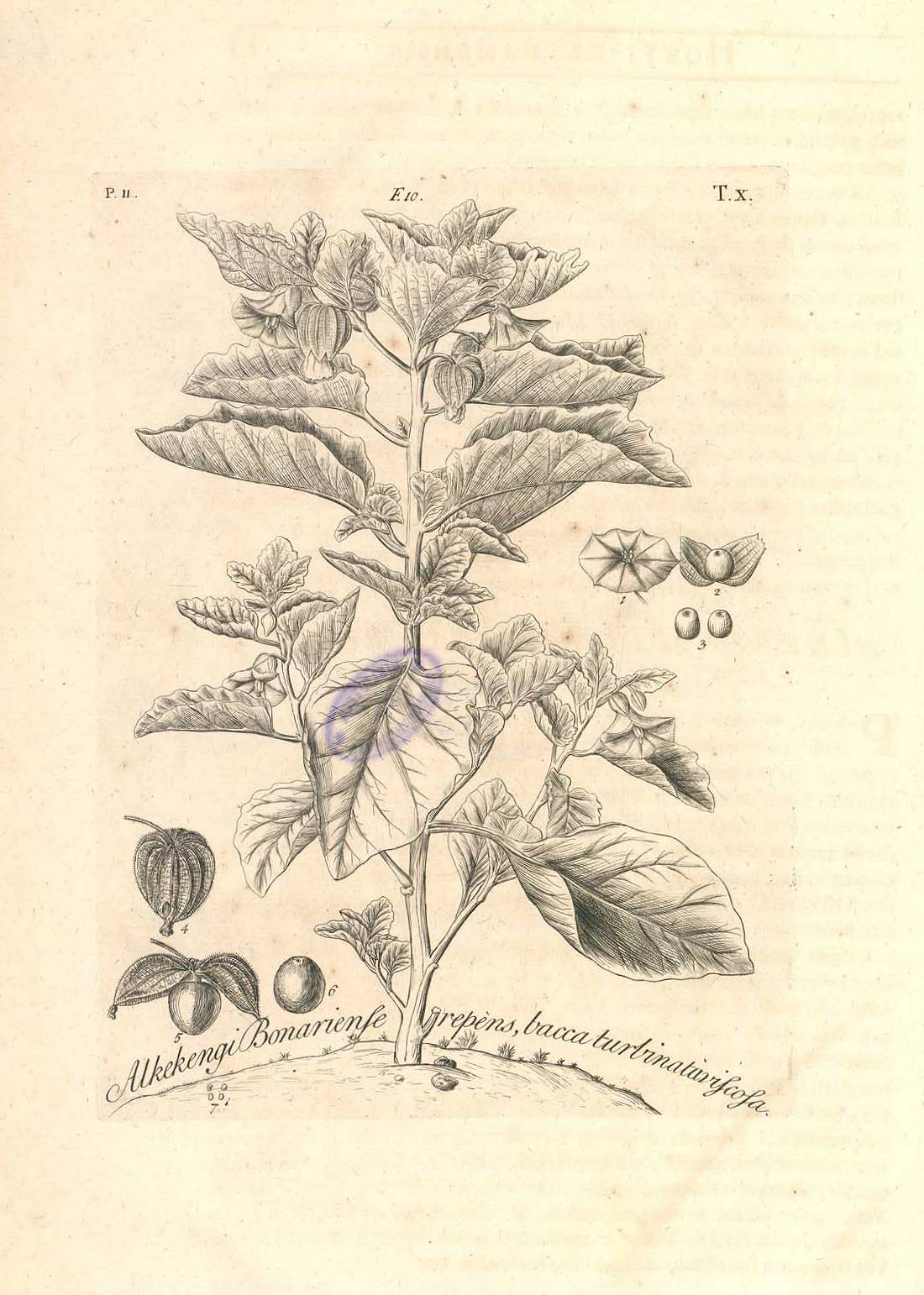